# Lago Poopó
Il lago Poopó è un grande lago salato situato in una depressione superficiale nella sezione boliviana dell’altiplano ad un'altitudine di circa 3.686 metri sul livello del mare. Misura 90 km di lunghezza per 32 km di larghezza e costituisce la metà orientale del Dipartimento di Oruro, una regione mineraria nel sud-ovest della Bolivia. 
Lo specchio d'acqua del lago copre una superficie di circa 1000 km². Il lago riceve la maggior parte delle sue acque dal fiume Desaguadero che collega il Lago Poopó con il lago Titicaca a nord dell’altiplano. Il Poopó è privo di emissari, in un sistema endoreico, e ha una profondità media di non più di 3 metri. L'area della superficie del lago ha subito variazioni notevoli, fino a prosciugarsi completamente nel 2015.
Il lago è stato designato come un sito di conservazione ai sensi della Convenzione di Ramsar.

## La dinamica del lago
Il lago Poopó ottiene la maggioranza della sua acqua (circa il 92%) dal fiume Desaguadero che entra nel nord del lago. Ci sono tante piccole insenature lungo la sponda orientale del lago, molte delle quali sono a secco la maggior parte dell'anno. Quando è presente un livello elevato di acqua il Poopó è collegato al deserto salato Salar de Coipasa a ovest attraverso il fiume Laca Jahuira. Un collegamento minore lo porta anche al Salar de Uyuni nell'estremo sud dell'Altoplano. Nonostante ciò, il lago è considerato un bacino endoreico.
Quando la superficie del lago Titicaca scende al di sotto dei 3.810 metri sul livello del mare, il flusso del fiume Desaguadero è così basso che non può più compensare la massiccia perdita d'acqua dovuta all'evaporazione dalla superficie del lago Poopó. A questo punto il volume del lago inizia a diminuire.
Nel 1986 il lago misurava una superficie di 3500 km². Nel corso degli anni che seguirono l'area diminuì costantemente fino al 1994 quando il lago scomparve completamente. Il periodo compreso tra il 1975 e il 1992 è il più lungo periodo, negli ultimi tempi, con una continua esistenza del corpo idrico.
Nell'anno 2015 il lago si è di nuovo interamente prosciugato, causando la morte di milioni di animali e l'emigrazione di migliaia di abitanti che vivevano nei dintorni del lago. Le cause del prosciugamento sono in parte naturali e in parte dovute a un lungo periodo di siccità causato dai cambiamenti climatici, all'inquinamento causato dallo sfruttamento minerario in aree limitrofe e all'impiego dell'acqua dei vari affluenti per il soddisfacimento dei fabbisogni delle regioni in cui essi scorrono. All'inizio del 2017 il lago è ricomparso, per poi prosciugarsi nuovamente, in un ciclo di secca e piena stimato in tre anni. Secondo studi dell'Universidad Técnica de Oruro, il lago avrebbe dovuto estinguersi naturalmente entro 1500/2000 anni, ma a causa dei cambiamenti climatici il processo è destinato ad accelerare molto sensibilmente, e il bacino dovrebbe scomparire entro 250/300 anni.